# 金平一
金 平一（キム・ピョンイル、 朝鮮語: 김평일、1954年8月10日 - ）は、朝鮮民主主義人民共和国の外交官。ハンガリー、ブルガリア、フィンランド、ポーランド、チェコなど欧州各国の特命全権大使を述べ31年にわたって歴任した。金日成と金聖愛の息子で、金正日の異母弟。金英一は同母弟、金慶真は同母姉。名前の表記については「金平日」と書かれたこともある。

## 経歴
若年の頃から護衛総局で金日成の警護を任されており、護衛司令部装甲車隊隊長や人民武力部の朝鮮人民軍総参謀部作戦局副局長なども務めていたとされる。
金日成に風貌が似ており、また成績が優秀であったことから、かつて金日成はつねづね『党は金正日に、軍は金平一に、政治は金英一に任せる』と周囲に語っており、金平一も金日成の後継者の一人に目されていた。金日成自身も、金正日よりは金平一をかわいがっていたともいわれる。金平一には実母で当時権勢のあった金聖愛が後ろ盾についたのに対し、抗日パルチザン時代に生まれた金正日には馴染みであった元老たちの支持を集めた。
1973年に金聖愛の親族まで権勢を振るいだしたことが金日成の逆鱗に触れて金聖愛が失脚し、1974年2月の朝鮮労働党第5期中央委員会第8回総会において、金正日が政治委員会委員（現：政治局委員）に選出され、金日成の後継者として「推戴」されたことが正式に発表されると、金平一は権力の核心層から疎んじられるようになる。1977年に金日成総合大学を卒業した。
その後、金平一を権力の核心から遠ざけるために、欧州の東側諸国へ事実上放逐されることになり、1979年に駐在武官としてユーゴスラビア社会主義連邦共和国に赴任した。1988年にハンガリー人民共和国において自身初となる特命全権大使の職に就任したが、翌1989年にハンガリーの社会主義体制が崩壊して第3共和国が成立し、韓国がハンガリーと国交を開くと、駐ブルガリア人民共和国大使に転出した。
1994年に駐フィンランド大使に転出した。韓国の当局者の話によると、同年の金日成の葬儀には帰国して出席したが、記録映像からは削除されたという。1998年に北朝鮮が財政上の問題からフィンランド大使館を閉鎖すると、同年1月から駐ポーランド大使に就任する。2015年1月、17年間務めた駐ポーランド大使を離任し、駐チェコ共和国大使に就任した。
金正日や金正恩から疎まれ、帰国すら許されないとされた時期が長く続き、若しくは帰国した際に平壌の自宅に軟禁されたこともあるとの憶測もあったが、実際には休暇等と称して毎年家族とともに帰国しているという。2009年7月にも休暇のため帰国し、平壌に滞在していたことが外国報道機関によって伝えられている。ただし韓国当局者の話によると、2011年12月の金正日の葬儀時には、ポーランドから帰国せず葬儀にも参加しなかったという。
チェコ大使着任後はほぼ外出することはなく、官邸と大使館だけを行き来するだけの日々を送った。2015年に金正恩が在外公館長を一斉に招集した際には北朝鮮に帰国している。2017年の金正男暗殺事件後には金平一が次の暗殺の標的になることを恐れチェコ当局が監視を強化しているとも伝えられている。この殺害事件後、欧州で活動する脱北者団体が血統を重視し金平一を亡命政府の首班に据える動きもあったものの、平一自身は金正恩に対して敵意は示さず、一貫して忠誠を示してきたとされている。
2019年4月頃より駐チェコ大使を外れるとの憶測が相次ぎ、11月4日、韓国国家情報院が交代人事により帰国する見通しであると韓国の国会で報告。11月29日までに帰国したことが報告されている。1988年ハンガリーの特命全権大使に着任してから31年間、一時的な帰国はあっても本国への召喚は一切なく、金正恩が自らの体制を維持する上で金平一をもはや脅威とみなしていないという推測などもなされてはいるが、帰国の意図について定まった見解は存在しない。
2020年4月に金正恩の健康不安説が流れた際には、後継者として正恩の妹の金与正が有力視される中、脱北者で韓国国会議員の太永浩は仮に後継者が与正であったとしても権力基盤が薄いため、金平一にも注目すべきとしている。

## 系図
- 妻との間に一男（金仁剛）、一女 (金恩松)があるという[6]。